# Kurt Browning
Kurt Browning (Rocky Mountain House, 18 giugno 1966) è un pattinatore artistico su ghiaccio canadese.

## Biografia
Oltre ad aver vinto numerose medaglie d'oro in molte competizioni internazionali, ha rappresentato il Canada in tre olimpiadi invernali, nel 1988 ( classificandosi 8º), 1992 (6º ) e 1994 (5º). Nella cerimonia di apertura dei giochi in Lillehammer, Norvegia nel 1994 è stato il portabandiera canadese.
Ai Campionati del Mondo del 1988 ha eseguito un quadruplo toe-loop, primo atleta al mondo a riuscire nell'impresa. Ha concluso la competizione al sesto posto.
Ha conquistato il titolo di Campione del mondo di pattinaggio artistico su ghiaccio nel 1989, 1990, 1991 e 1993. Negli stessi anni ha conquistato anche il titolo di campione canadese. Nel 1992, reduce da un serio infortunio alla schiena che lo aveva costretto a saltare i campionati nazionali e aveva già compromesso la sua prestazione olimpica, si è piazzato al secondo posto.
Nel 1990 ha vinto i Goodwill Games. È l'unico atleta che ha vinto i Campionati del Mondo sia quando ancora si eseguivano le figure obbligatorie (1989 e 1990) che dopo la loro abolizione (1991 e 1993).
Nel 1994 due errori nel programma tecnico lo hanno visto classificarsi solo dodicesimo nella prima giornata di gara delle Olimpiadi. Il terzo programma libero gli ha consentito di risalire fino al quinto posto. Passato al professionismo dopo questa delusione, ha conquistato il titolo di Campione del Mondo fra i professionisti nel 1995, 1996 e 1997.
Browning è noto per il carisma e le notevoli capacità interpretative, ma durante gli anni in cui ha gareggiato a livello agonistico è stato capace di innalzare livello tecnico delle competizioni. Questi i salti e le combinazioni eseguiti per la prima volta nella storia del pattinaggio da Browning:
primo atleta capace di eseguire in gara un salto quadruplo (Campionati del Mondo di Budapest 1988);
primo atleta capace di eseguire due tripli Axel nello stesso programma originale (Campionati del Mondo di Parigi 1989);
primo atleta capace di eseguire una combinazione triplo Salchow-triplo toe-loop, combinazione particolarmente difficile perché interamente eseguita sullo stesso piede (Nations Cup di Belsenchirken, 1990);
primo atleta capace di eseguire tre combinazioni ciascuna di due salti tripli (triplo Axel-triplo toe-loop, triplo Salchow-triplo toe-loop, triplo flip-triplo toe-loop) nello stesso programma di gara (Campionati del Mondo di Monaco 1991).

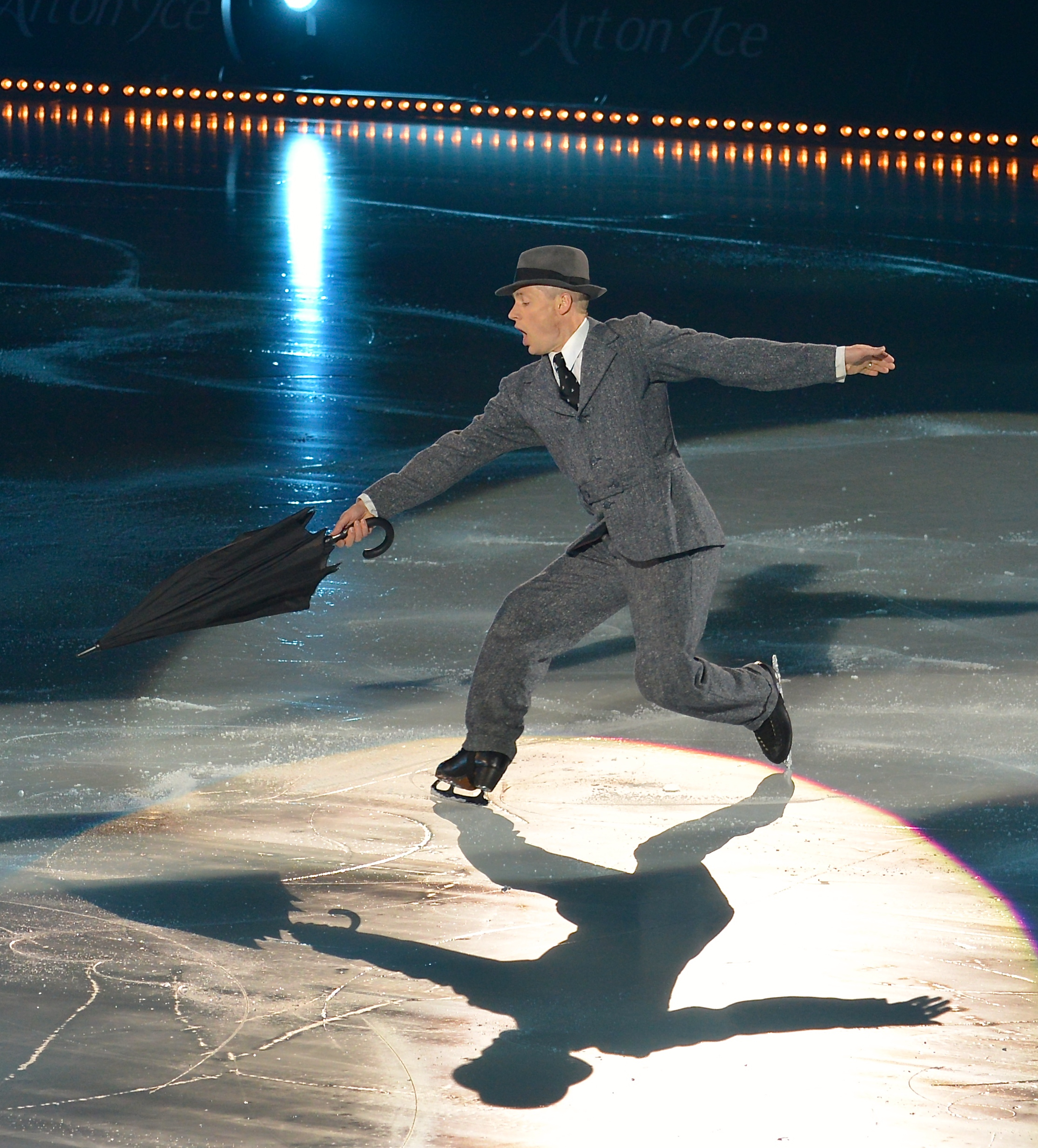
Browning si esibisce su "Singin' in the Rain" nello show Art on Ice nel 2014

Dopo il ritiro dall'agonismo Browning ha commentato numerose gare per la televisione canadese CBS, partecipato regolarmente al tour di spettacoli Stars on Ice e ad alcuni show televisivi e ideato coreografie per pattinatori quali Jeremy Abbott, Patrick Chan, Alissa Czisny, Javier Fernandez, Yuzuru Hanyu, Takeshi Honda, Brian Joubert, Carolina Kostner, Takahiko Kozuka, Tara Lipinski, Evan Lysacek, Lucinda Ruh, Jamie Salé/David Pelletier, Yuka Sato, Tomas Verner e Han Yan.
Fra i riconoscimenti da lui ottenuti ci sono il Lou Marsh Award (1990), assegnato all'atleta più rappresentativo del Canada, l'introduzione nella Hall of Fame del Canada (1994) e in quella del pattinaggio artistico (2000) e quella nell'Ordine del Canada (1990), il più prestigioso riconoscimento civile del suo paese.
Ha sposato Sonia Rodriguez, prima ballerina della National Ballet of Canada, il 30 giugno 1996. La coppia ha due figli:
- Gabriel (nato il 12 luglio 2003);
- Dillon (nato il 14 agosto 2007).

In seguito la coppia ha divorziato e Browning ha sposato in seconde nozze la pattinatrice Alissa Czisny.

## Palmarès
| Gare internazionali       | Gare internazionali | Gare internazionali | Gare internazionali | Gare internazionali | Gare internazionali | Gare internazionali | Gare internazionali | Gare internazionali | Gare internazionali |
| Competizione              | 1985-96             | 1986-87             | 1987-88             | 1988-89             | 1989-90             | 1990-91             | 1991-92             | 1992-93             | 1993-94             |
| ------------------------- | ------------------- | ------------------- | ------------------- | ------------------- | ------------------- | ------------------- | ------------------- | ------------------- | ------------------- |
| Giochi olimpici invernali |                     |                     | 8°                  |                     |                     |                     | 6º                  |                     | 5°                  |
| Goodwill Games            |                     |                     |                     |                     |                     | 1º                  |                     |                     |                     |
| Campionati mondiali       |                     | 15°                 | 6°                  | 1º                  | 1º                  | 1º                  | 2º                  | 1º                  |                     |
| Skate America             | 8°                  |                     |                     |                     | 3º                  |                     |                     |                     |                     |
| NHK Trophy                |                     | 7°                  |                     | 3º                  | 3º                  |                     |                     |                     |                     |
| Skate Canada              |                     |                     | 4°                  | 1º                  |                     | 1º                  |                     |                     | 1º                  |
| Nations Cup               |                     |                     |                     |                     |                     | 1º                  |                     |                     |                     |
| Int. de Paris             |                     |                     |                     |                     |                     |                     | 1º                  |                     |                     |
| Nebelhorn Trophy          | 9°                  | 3º                  |                     |                     |                     |                     |                     |                     |                     |
| St. Gervais               | 2º                  | 2º                  |                     |                     |                     |                     |                     |                     |                     |
| St. Ivel                  |                     |                     | 2º                  | 1º                  |                     |                     |                     |                     |                     |
| Gare nazionali            |                     |                     |                     |                     |                     |                     |                     |                     |                     |
| Campionati canadesi       | 5º                  | 2º                  | 2º                  | 1º                  | 1º                  | 1º                  |                     | 1º                  | 2º                  |

## Riconoscimenti
- Canada's Walk of Fame, 2001[11]